# NGC 7553
NGC 7553 is een lensvormig sterrenstelsel in het sterrenbeeld Pegasus. Het hemelobject werd op 2 november 1850 ontdekt door de Ierse astronoom William Parsons.

## Synoniemen
- ZWG 454.15
- HCG 93D
- NPM1G +18.0582
- PGC 70834
- PGC 70842